# دان ويشارت
دان ويشارت (بالإنجليزية: Dan Wishart)‏ هو لاعب كرة قدم بريطاني في مركز الدفاع، ولد في 28 مايو 1992 في لندن في المملكة المتحدة. لعب مع Alfreton Town F.C. ‏.

## وصلات خارجية
- دان ويشارت على موقع قاعدة بيانات كرة القدم.إي يو (الإنجليزية)
- دان ويشارت على موقع Soccerbase.com (لاعب) (الإنجليزية)
- دان ويشارت على موقع Soccerway.com (الإنجليزية)